# Hoàng Văn Kiểu
Hoàng Văn Kiểu (1921-2006), thường gọi là Hoàng Kiểu, là một nhà cách mạng và chính khách Việt Nam. Ông từng giữ chức Bộ trưởng, Chủ nhiệm Ủy ban Dân tộc Việt Nam (1981-1987), Trưởng ban Dân tộc Trung ương Đảng Cộng sản Việt Nam (1979-1982), Bộ trưởng Bộ Lâm nghiệp Việt Nam (1976). Ông được xem là một cán bộ lão thành có nhiều đóng góp cho phong trào cách mạng ở Việt Nam từ trước Cách mạng tháng 8 và trong cả hai cuộc Chiến tranh Đông Dương và Chiến tranh Việt Nam.

## Tiểu sử
Ông là người dân tộc Tày, sinh năm 1921 tại xã Hội Hoan, huyện Văn Lãng, tỉnh Lạng Sơn,thường trú tại phường Tam Thanh,thành phố Lạng Sơn. Tên gọi khác: Hoàng Văn Chởi, Hoàng Hiển Vịnh.
Ông được kết nạp vào Đảng Cộng sản Đông Dương ngày 20 tháng 6 năm 1942, ông hoạt động tích cực, đóng một vai trò quan trọng trong việc phát triển phong trào Việt Minh tại Lạng Sơn
Ngày 22-8-1945 chớp thời cơ Nhật đảo chính Pháp, lực lượng vũ trang do ông chỉ huy đã phối hợp với quần chúng nổi dậy làm chủ thị trấn Na Sầm, giải phóng hoàn toàn hai huyện Văn Uyên và Thoát Lãng của tỉnh Lạng Sơn.
Sau Cách mạng Tháng Tám ông từng giữ nhiều chức vụ quan trọng như:
Bí thư Tỉnh ủy Lạng Sơn, Trưởng ban Chỉ đạo kháng chiến tỉnh Lạng Sơn (năm 1949). Trưởng ban cán sự Đảng bộ và chính quyền khu Lào Cai - Hà Giang - Yên Bái,
Phó Bí thư Khu ủy Khu tự trị Việt Bắc,
Bí thư Khu ủy Khu tự trị Tây Bắc kiêm Chính ủy Quân khu Tây Bắc,
Ủy viên Ban Chấp hành Trung ương Đảng Cộng sản Việt Nam các khóa III (dự khuyết) và IV ;
Sau năm 1975 ông tham gia Chính phủ, là Bộ trưởng đầu tiên của Bộ Lâm nghiệp từ năm 1976 đến tháng 2 năm 1979 khi Bộ Lâm nghiệp được thành lập dựa trên nền tảng Tổng cục Lâm nghiệp,người kế nhiệm là ông Trần Kiên
Năm 1979 ông được bổ nhiệm giữ chức Chủ nhiệm Ủy ban dân tộc của Chính phủ, kiêm  sau đó kiêm chức Trưởng ban Dân tộc Trung ương Đảng  cho đến năm 1982. Sau đó ông là Ủy viên, Phó Chủ nhiệm Ủy ban Kiểm tra Trung ương Đảng Cộng sản Việt Nam
Ông còn là Đại biểu Quốc hội Việt Nam các khóa VI, VII.

## Vinh Danh
Để ghi nhận công lao cống hiến cho hoạt động cách mạng, ông được Nhà nước Việt Nam tặng thưởng:
Huân chương Hồ Chí Minh
Huân chương Kháng chiến hạng Nhất
Ngoài ra ông còn được trao tặng
Huân chương Hữu nghị của Liên bang Cộng hòa xã hội chủ nghĩa Xô Viết
Huy hiệu 60 năm tuổi Đảng
và nhiều danh hiệu cao quý khác….